# Zbiór informacyjny
Zbiór informacyjny – zbiór dokumentów pierwotnych. Zbiorem informacyjnym może być księgozbiór biblioteki.
Zbiór informacyjny stawia się w opozycji do zbioru wyszukiwawczego.